# Nils Karlsson Däumling (Film)
Nils Karlsson Däumling (Originaltitel: Nils Karlsson Pyssling) ist ein schwedischer Kinderfilm von Staffan Götestam nach dem gleichnamigen Roman von Astrid Lindgren.

## Handlung
Seitdem Bertils Schwester Märta verstorben ist, fühlt sich der 7-jährige Bertil einsam und allein. Seine Eltern können nie sehr lange für ihn da sein, da sie arbeiten müssen.
Eines Tages zieht jedoch ein winziges Kind in das Rattenloch unter Bertils Bett. Das Kind stellt sich als Nils Karlsson-Däumling vor und schon bald freunden sich Nils und Bertil an. Bertil kann Nils sogar in seiner Wohnung besuchen. Dazu berührt er den Nagel vor dem Rattenloch und sagt „Schrumpel Pumpel“. Dann wird er so klein wie Nils und kann in das Rattenloch, Nils Wohnung, kriechen. Sagt er das Gleiche noch einmal und berührt dabei ebenfalls den Nagel wird Bertil wieder groß.
Bertil hilft Nils beim Einrichten der Stube. Dann jedoch erzählt Nils von seiner gierigen Vermieterin, einer Ratte, die von Nils eine überteuerte Miete verlangt, ihn zudem immer wieder zwickt und ihn beißen will. Immer wieder kommt die böse Ratte den beiden in die Quere.
Nils und Bertil können die Ratte jedoch austricksen. Sie bringen sie dazu, den Nagel zu berühren und „Schrumpel Pumpel“ zu sagen. Die einst bedrohliche Ratte wird plötzlich ganz winzig. Später wird sie von der Nachbarskatze gefangen und zur Nachbarin gebracht.

## Hintergrund
Astrid Lindgren schrieb das Drehbuch für den Film und erfand neue Figuren, die in der Kurzgeschichte nicht vorkamen.
Nils Karlsson-Däumling wurde am 9. November 1990 erstmals im schwedischen Fernsehen ausgestrahlt.
In Deutschland wurde der Film am 21. November 1992 im ZDF erstausgestrahlt. 2007 wurde das Märchen mit drei weiteren Astrid Lindgren Verfilmungen von der Universum Film GmbH auf einer DVD unter dem Titel Astrid Lindgren Sammleredition herausgebracht. Eine weitere DVD-Veröffentlichung gab es im Oktober 2013, dieses Mal unter dem Titel Nils Karlsson Däumling – Spielfilm.
Am 18. Januar 1999 erschien ein Hörspiel zu dem Film auf Kassette. Nils Karlsson Däumling. Hörspiel zum Film wurde vom Label Karussell herausgebracht. Der Erzähler ist Wolf Frass.

## Synchronisation
| Rolle                  | Darsteller        | Sprecher            |
| ---------------------- | ----------------- | ------------------- |
| Bertil                 | Oskar Löfkvist    | Marius Götze-Claren |
| Nils Karlsson Däumling | Jonatan Lindoff   | Tobias Thoma        |
| Mama                   | Britta Pettersson | Christel Merian     |
| Papa                   | Charlie Elvegård  | Wolfgang Condrus    |
| Hulda                  | Ulla Sallert      | Sigrid Lagemann     |

## Unterschiede zur Kurzgeschichte
Auch in der Kurzgeschichte fühlt sich Bertil nach dem Tod seiner Schwester ziemlich allein. Jedoch wird das im Film noch eindringlicher gezeigt, in dem Bertil nach den Eltern ruft und sie bittet nach Hause zu kommen oder auch die Schuldgefühle der Eltern thematisiert werden, die arbeiten und Bertil deshalb so lange allein lassen müssen. Aus der Maus, die zu ihrer Schwester zieht und nur ein wenig Käse für die Miete haben möchte, wird die Ratte Tjoffsan, die eine Wuchermiete verlangt und Nils immer wieder bedroht. Tjoffsan wurde ebenfalls von Astrid Lindgren, die das Drehbuch verfasste, erfunden. Auch die Nachbarin Frau Hulda und ihre Katze kommen in der Kurzgeschichte nicht vor.

## Kritik
Kino.de beschreibt Nils Karlsson-Däumling als „liebevoll ausgestatteten Kinderfilm“.
Das Lexikon des internationalen Films urteilte, dass die Verfilmung „ganz auf die Gefühlswelt kleiner Zuschauer zugeschnitten sei“. Sie überfordere „weder mit überbordender Technik noch mit Konzessionen an ein erwachsenes Publikum.“ „Heiter, spannend und voller Charme“ überspiele sie „auch einige allzu pädagogische Aspekte der Vorlage von Astrid Lindgren.“ Der Film sei sehenswert für Kinder ab 6 Jahren.
Anna Zamolska von KinderundJugendmedien.de findet, dass Nils Karlsson Däumling eine der weniger gelungenen Lindgren-Adaptionen sei. So sei der Film eher zu einem kleinen Gruselfilm für Kinder geworden. Die niedliche Maus in dem Buch wurde als fiese Ratte beschrieben, die Nils bedroht. Immer wieder würden die Kinder mit Nils Ängsten konfrontiert werden. Zamolska glaubt, die Verfilmung könne Kinderängste schüren, und findet, dass sie nur für ältere Kinder geeignet sei. Es gebe aber auch schöne Momente, zum Beispiel die, in denen die Jungen Nils Wohnung „herrichten, möblieren und dort baden“. Außerdem sei die schauspielerische Leistung und das Zusammenspiel der beiden Hauptdarsteller hervorragend.
Christel Strobel von der Kinder- und Jugendfilm Korrespondenz lobt die detaillierte, liebevolle Ausstattung im Film sowie die hervorragende Besetzung der Kinderdarsteller. Man merke dem Film an, dass Regisseur Staffan Götestam lange Zeit mit Astrid Lindgren zusammen gearbeitet habe. So bestände eine „Vertrautheit mit dem Werk und ein Gefühl für die Welt der Astrid Lindgren“, die der Verfilmung zugutekäme. Nils Karlsson-Däumling sei ein „gefühlvoller, warmherziger Film“ und sei auch für „Kino-Anfänger“ empfehlenswert. Wie die Jungen der Ratte Tjoffsan trotzten und was sie sich ausdächten, um einander zu helfen, lasse „mitfühlen, mitfürchten und mitfreuen.“